# Wlassics Gyula (író)
Báró zalánkeméni Wlassics Gyula Lóránt (Budapest, 1884. november 19. – Budapest, 1962. szeptember 16.) magyar jogász, kultúrpolitikus, író, költő, 1922 és 1925 között az állami színházak főigazgatója, majd 1925-től 1945-ig a Vallás- és Közoktatásügyi Minisztérium helyettes államtitkára.

## Élete
A Wlassics család leszármazottjaként született, apja id. Wlassics Gyula jogtudós, politikus, vallás- és közoktatásügyi miniszter, főrendiházi, majd felsőházi elnök, anyja Csengery Etelka volt. Anyai nagyszülei Csengery Antal politikus, író és König Róza voltak. Középiskolai tanulmányait a budapesti Középiskolai Tanárképző Intézet gyakorló főgimnáziumában végezte, majd a Budapesti Tudományegyetem jogi karán államtudományi doktorátust szerzett, ezután pedig Németországban, Olaszországban, Franciaországban és Angliában tett tanulmányutat.
Hazatérése után 1908-ban a Vallás- és Közoktatásügyi Minisztérium irodalmi és művészeti osztályának munkatársa lett. Előbb a tudományos és irodalmi ügyek előadója volt, majd 1913-tól 1919-ig országos színházi felügyelőként dolgozott. Családja 1916-ban zalánkeméni nemesi előnevet, majd 1917-ben bárói címet kapott. 1919-ben a Tanácsköztársaság bukása után a szocializált színházak biztosságának felszámolását vezette, majd 1920-ban az állami színházak kormánybiztosává nevezték ki. 1922 és 1925 között az állami színházak főigazgatója volt, majd a Vallás- és Közoktatásügyi Minisztérium helyettes államtitkára lett, a népoktatással, a népművelődéssel és testedzéssel foglalkozott, illetve a művészeti, irodalmi és filmügyeket irányította. Tisztségét 1945-ös nyugdíjazásáig viselte.
1926-ban a Tankönyvügyi Bizottság elnöke lett, ahol az új tantervekhez alkalmazott tankönyvek előkészítésével foglalkozott. 1938-ban a Színház- és Filmművészeti Kamara miniszteri biztosa, 1940-ben a Nemzeti Filmbizottság, 1942-ben pedig az Oktatófilmek Országos Bíráló Bizottságának elnöke lett. Elnöke volt az Oktató Filmvizsgáló Bizottságnak és az Országos Nemzeti Filmbizottságnak, tiszteletbeli elnöke a Turáni Társaságnak, alelnöke az Országos Mozgóképvizsgáló Bizottságnak, illetve tagja a Nemzeti Kaszinónak, a Park Clubnak és a Szerzői Jogi Szakértő Bizottságnak, valamint külső tagja a Kisfaludy Társaságnak. Íróként és költőként is ismerték, színműveket és verseket írt, illetve publikált az Új Idők, a Pesti Hírlap, Az Újság, a Budapesti Szemle, a Magyar Szemle és a Budapesti Hírlap című lapokban is.
Felesége Nyegre Róza (1887-1981), Nyegre László máramarosi főispán lánya volt. 1945-ös nyugdíjazása után Budapesten élt, ahol 1962-ben hunyt el.

## Főbb művei
- Füst (színmű, Budapest, 1907)
- Az én gályám (versek, Budapest, 1911)
- Meduza (színmű, Budapest, 1913)
- Háború és színház (tanulmány, Budapest, 1915)
- A hatósági művészetápolás feladatai (Budapest, 1916)
- A vörös szalón (Budapest, 1919)
- Régi fiók (versek, Budapest, 1927)